# Fre curt del prepuci
El fre curt és un trastorn en què el fre del prepuci, que és una banda elàstica de teixit sota el gland del penis que connecta amb el prepuci i ajuda a contraure-lo sobre el gland, és massa curt i, per tant, restringeix el moviment del prepuci. Normalment, el fre ha de ser prou llarg i flexible per permetre la retracció total del prepuci de manera que quedi suaument cap enrere a l'eix del penis erecte.
El fre del prepuci és comparable al fre de la llengua entre la superfície inferior de la llengua i la mandíbula inferior, o el fre entre el llavi superior i l'exterior de la geniva superior.

## Símptomes i signes
Un fre breu provoca una desviació ventral del gland i dolor durant l'erecció. De vegades, el trencament del fre provoca un sagnat abundant. El trencament del fre breu es produeix especialment durant l'activitat sexual dels homes joves. Generalment, això no suposa una emergència mèdica i sol curar-se quan l'hemorràgia ha finalitzat. Malgrat tot, la formació de teixit cicatricial fibrós el pot escurçar un poc més.

## Tractament
La condició pot ser tractada a través de frenuloplàstia (cirurgia plàstica reparadora), frenectomia (eliminació), o circumcisió. Cal dir que també pot ser tractat amb altres mètodes, com ara l'ús de cremes amb glucocorticoides i l'extensió manual del fre.
El fre també pot eliminar-se o no aparèixer en casos d'hipospàdies.